# Живая вода (телесериал)
«Живая вода» (порт. Água Viva) — телесериал 1980 года, снятый телекомпанией «Глобу» по сценарию Мануэла Карлоса.

## Сюжет
Сериал «Живая вода» повествует о двух братьях Мигеле (Раул Кортез) и Нельсоне (Режиналдо Фария), которые борются за любовь Лижии (Бетти Фария), матери двоих детей, которая прилагает все усилия для социального роста.
Мигель успешный пластический хирург, который не согласен с образом жизни своего брата. Он женат на Люси (Тэтэ Медина) и растит дочь Сандру (Глория Пирес). В начале новеллы Люси погибает при взрыве катера, и мужчина становится вдовцом. Он вскоре знакомится с Лижией и влюбляется в неё. Он даже не предполагает, что его родной брат тоже влюблен в эту женщину.
Нельсон является младшим братом Мигеля, который никогда не работал и живёт за счет доходов от предприятий. Узнав о том, что он потерял все своё состояние, Нельсон кардинально пересматривает свою жизнь. Лижия влюблена в Нельсона, но не знает, что он все потерял.
Ещё один важный сюжет в сериале, это драма Марии Елены (Изабелла Гарсия). Девушку пугает реальность того, что скоро ей предстоит оставить детский дом, в котором она провела большую часть своей жизни. Социальный работник Суэли (Анжела Леал) является единственным другом Марии Елены. По ходу сериала становится известно, что девушка является дочерью Нельсона. Узнав об этом, Лижия принимает её как свою дочь. А Нельсон узнает, что он отец Марии Елены, только в последних сериях сериала.
В сериале можно выделить характер эксцентричной миллионерши Стеллы Сэмпсон (Тоня Карреро), которая пытается скрыть все формы финансовых проблем, стоящих перед ней. Она очень дружна с Мигелем и Лурдес (Беатрис Сегал).
Одной из лучших романтических сюжетных линий стала линия Джейн (Луселия Сантос) и Маркоса (Фабио Джуниор). На пути к их счастью возникает мать Маркоса, Лурдес, которая категорически против их союза.
Женщине удается обвинить отца Джейн в контрабанде и засадить мужчину за решетку. Но, тем не менее, Джейн не отказывается от своего счастья с любимым человеком.
Под конец сериала погибает Мигель, тем самым развивая детективный сюжет. Из – за этого хода рейтинг теленовеллы возросли вдвое. Его убийцей оказывается Клебер Сэмпсон, который на пару с ним обворовал Нельсона.
Роман так же рассматривает и модные тенденции того времени. Героиня Марии Падильи появилась на экране без бюстгальтера, чем вызвала бурную реакцию общественности. По этому поводу было много споров.

## В главных ролях
- Фернандо Амарал
- Мария Зильда Бетлем
- Клайд Блота
- Араси Кардосо
- Тоня Кареро
- Клаудио Кавальканти
- Рауль Кортез
- Иван Кандиду
- Франциско Дантас
- Rogaciano De Freitas
- Мария Хелена Диас
- Наталия ду Вали
- Карлос Эдуардо Долабелла
- Фернанду Эйрас
- Бетти Фариа
- Режинальдо Фария
- Хорхе Фернандо
- Изабела Гарсия
- Глория Пирес
- Мария Падилья
- Каду Молитерно
- Мауру Мендонса
- Жозе Левгой
- Фабио Жуниор
- Луселия Сантуш
- Беатрис Сегалл